# Torres de Altamira

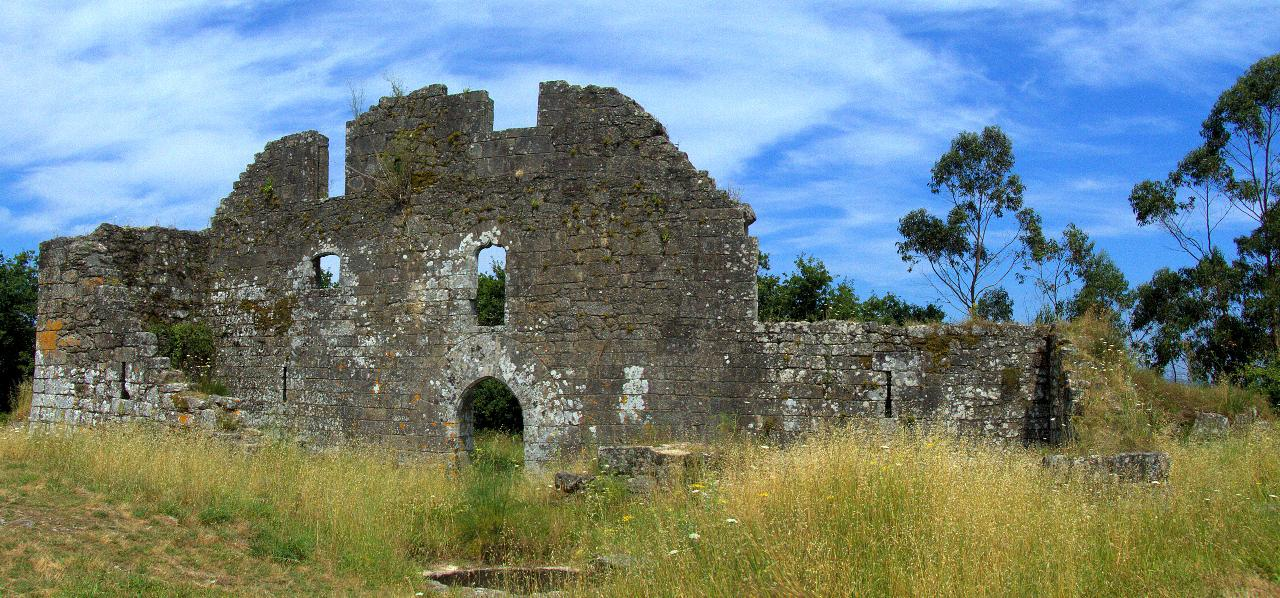
Torres de Altamira, Espanha.

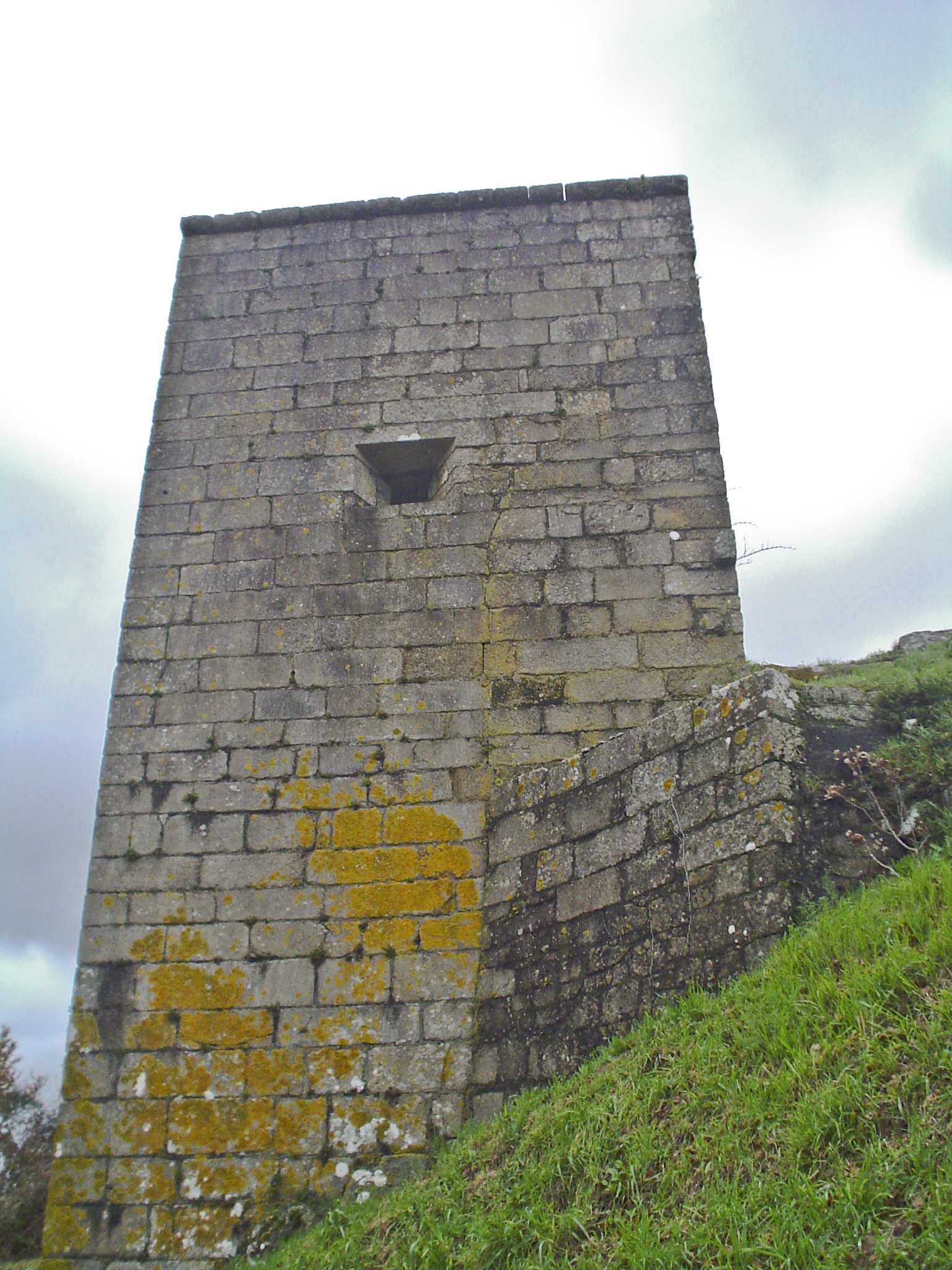
Torres de Altamira, Espanha.

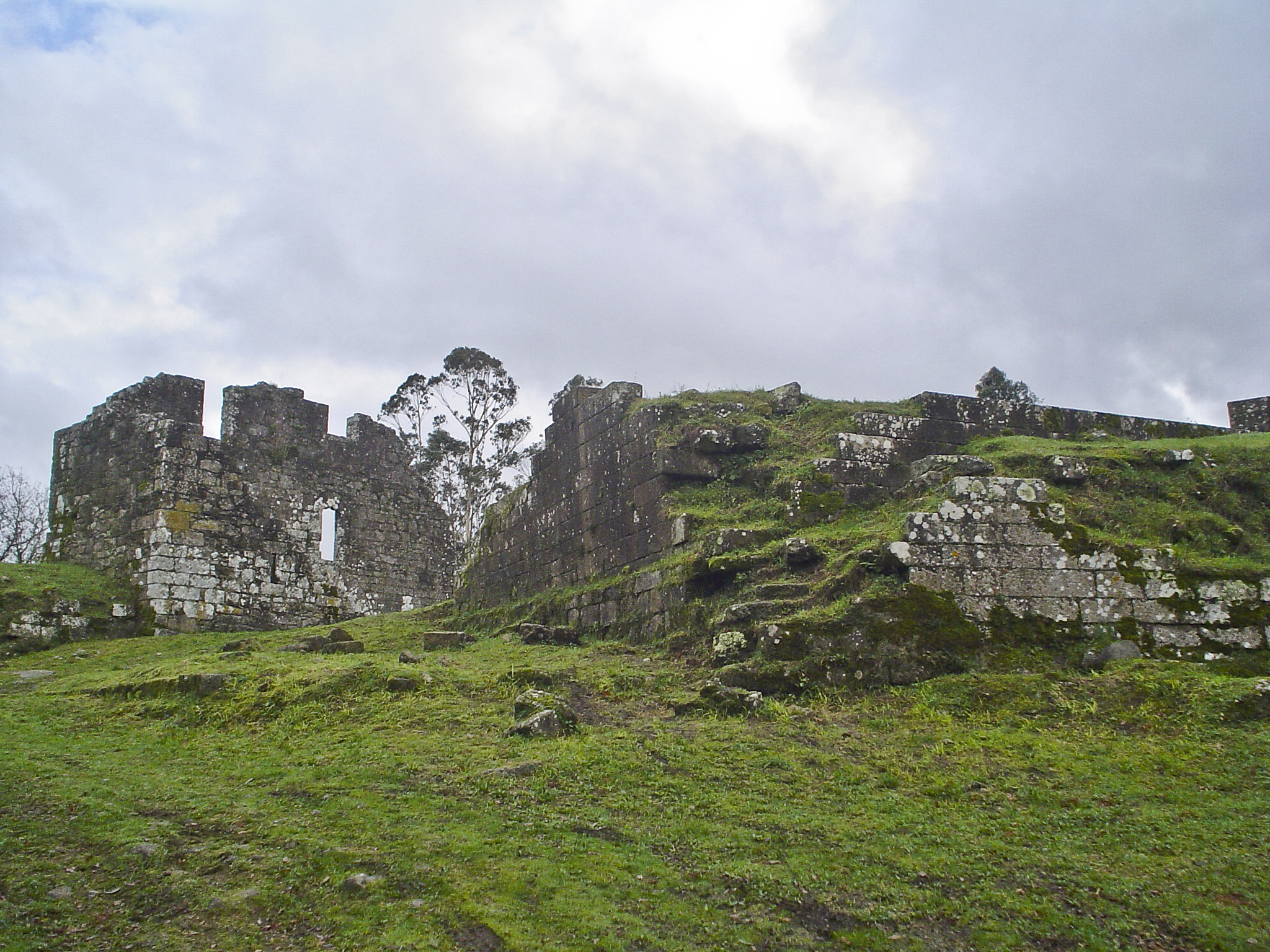
Torres de Altamira, Espanha.

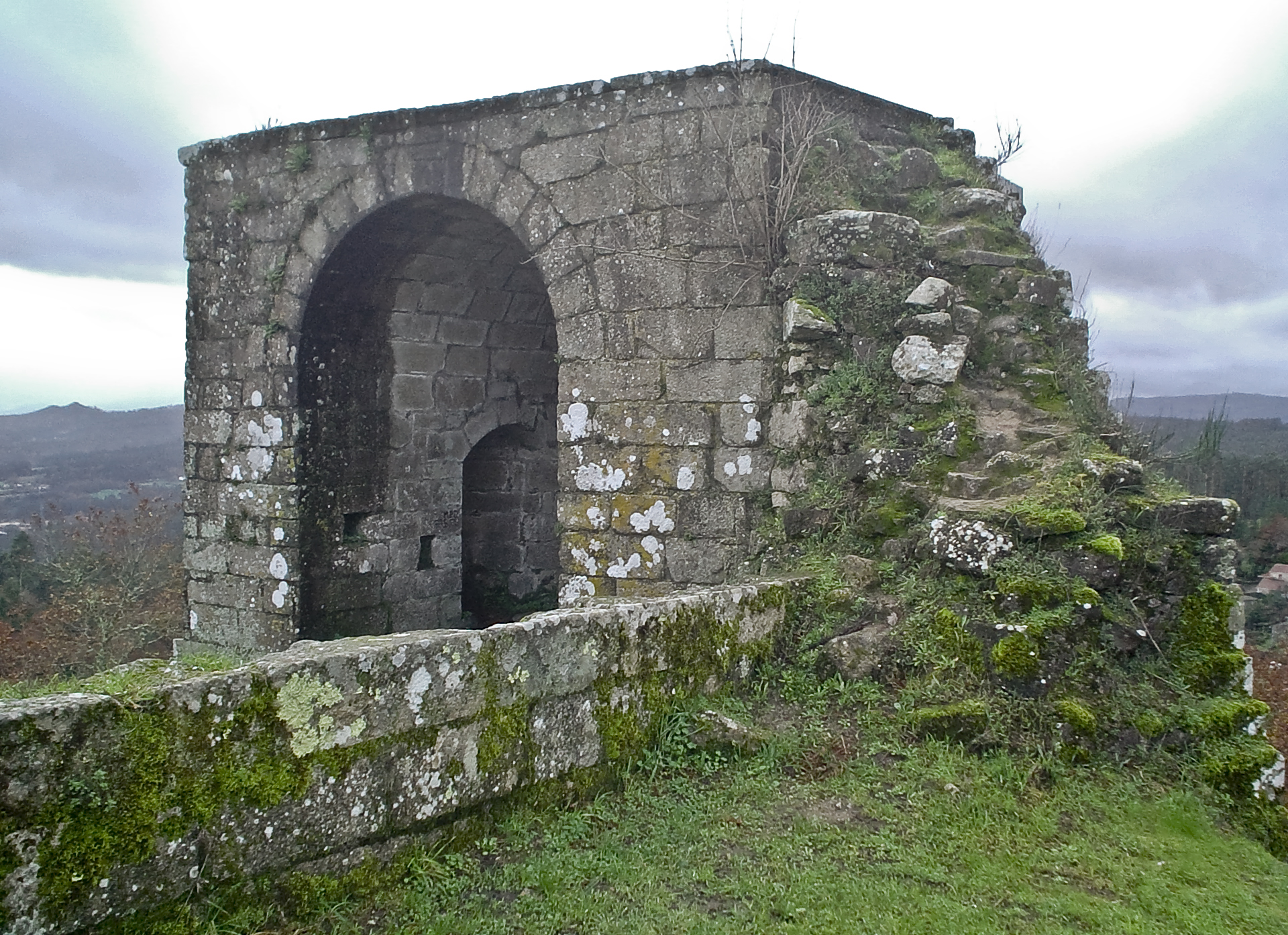
Torres de Altamira, Espanha.

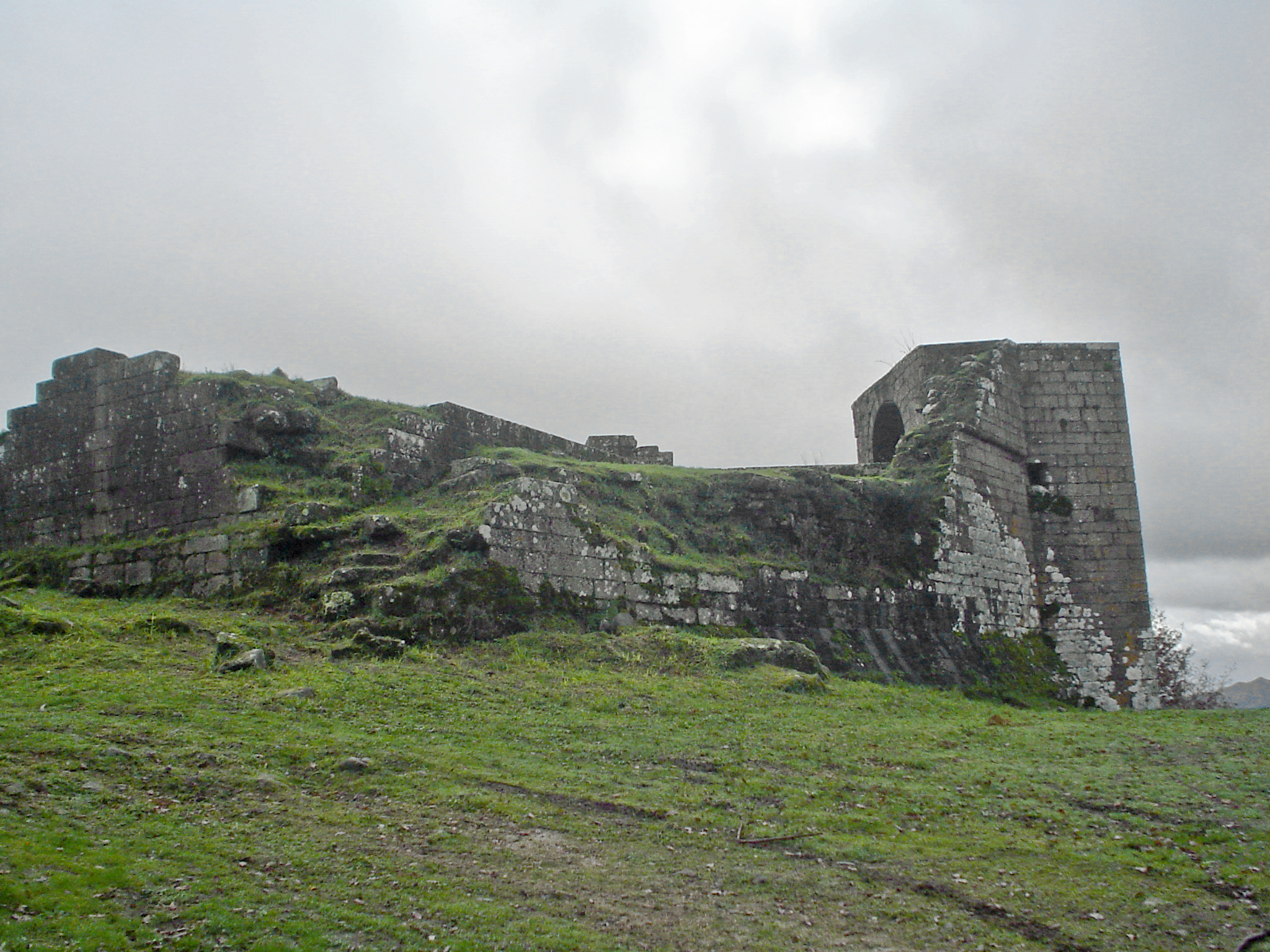
Torres de Altamira, Espanha.

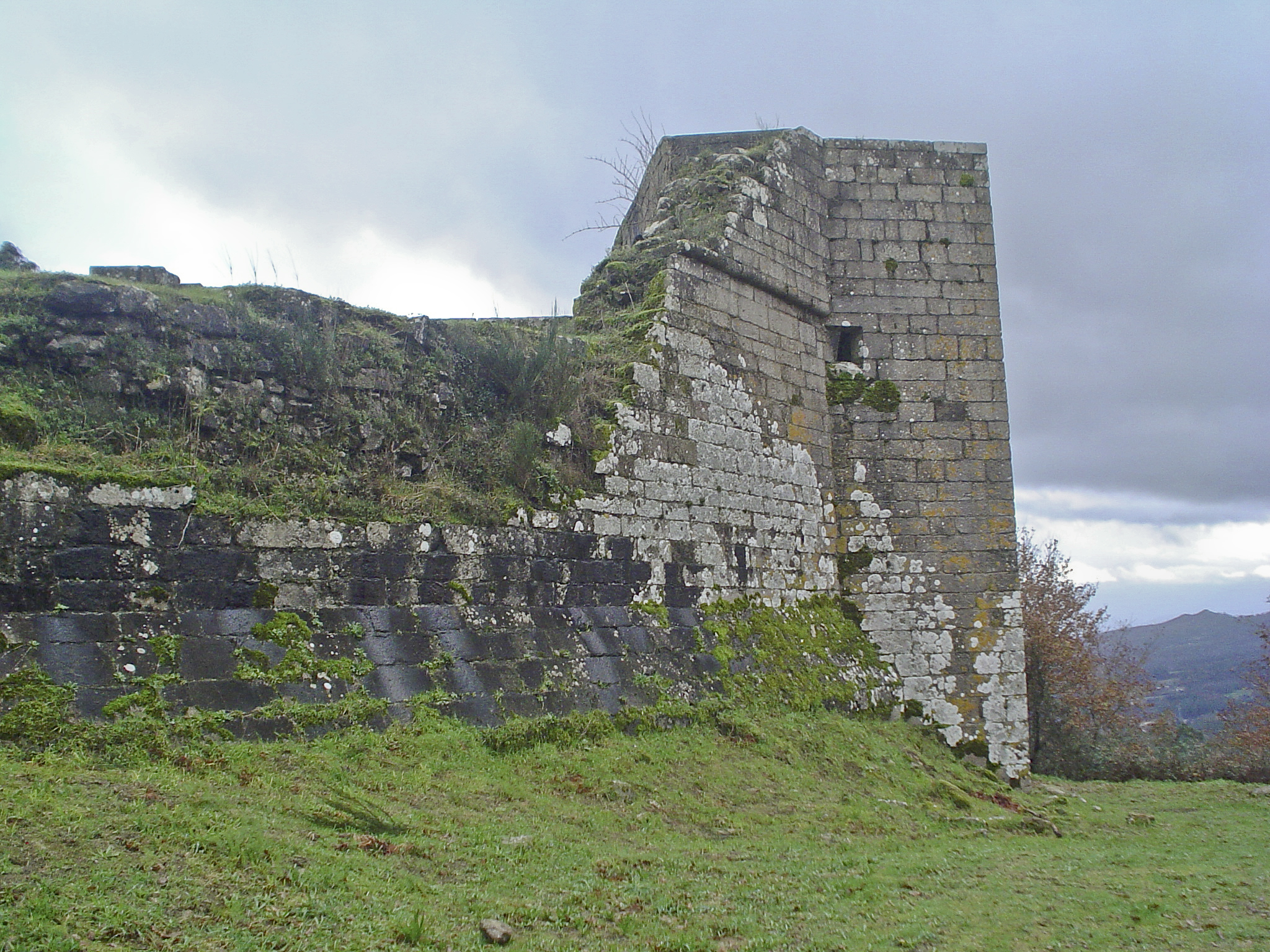
Torres de Altamira, Espanha.

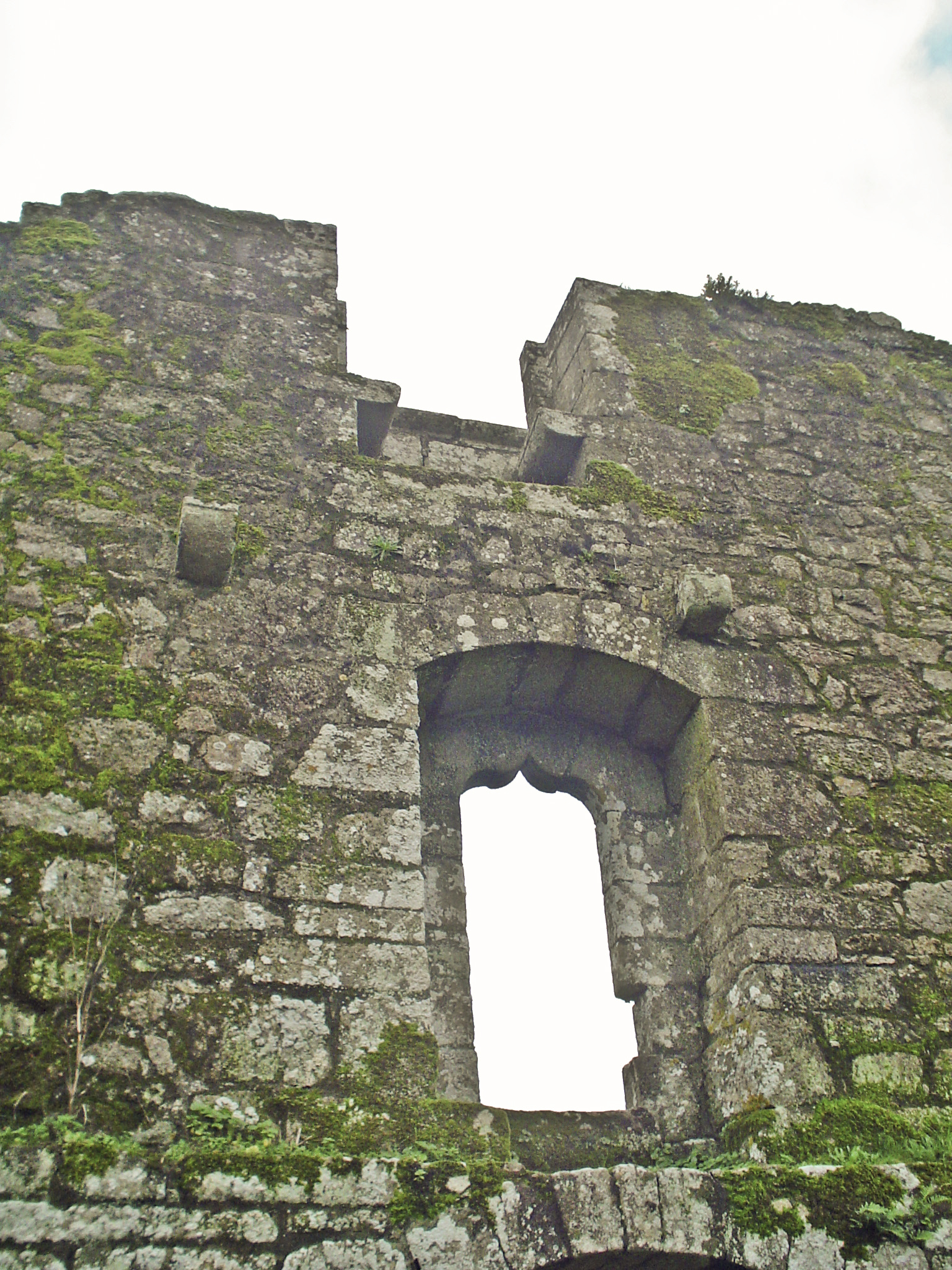
Torres de Altamira, Espanha.

As Torres de Altamira localizam-se na aldeia de Torres, município de Brión, na província da Corunha, comunidade autónoma da Galiza, na Espanha.
Erguidas no alto de um monte, em meio a magnífica paisagem natural, do seu sítio descortina-se todo o Vale da Mahía. As torres, monumento mais significativo do município em nossos dias, constituem-se no remanescente de um castelo medieval, que onde se originou a Casa dos Moscoso, poderosa família da nobreza que teve papel de destaque na região à época.

## História

### Antecedentes
A primitiva ocupação de seu sítio remonta a um castro da época castreja.
Um primeiro castelo foi erguido no século IX, vindo a ser arrasado em 1073, por Gonzalo de Moscoso, filho de um Beremundo. Desta estrutura não se conhecem nem as dimensões nem a disposição de suas dependências.
Sabe-se que a sua reconstrução foi dificultada pela proibição do rei Fernando II de Leão, em 1180, de se construir novas fortificações na chamada "Terra de Santiago", sem autorização expressa do arcebispo de Compostela.

### Os séculos XV e XVI
A partir do século XV, o castelo e seus domínios passaram a pertencer à família dos Moscoso.
No contexto das revoltas Irmandinhas (1431-1469), foi uma vez mais arrasado, para ser reedificado em 1471. Desta vez, as suas muralhas foram adaptadas ao emprego da então moderna artilharia. Ainda em 1471 foi assediado pelas tropas do arcebispo de Santiago, sob o comando do seu irmão Luis de Acevedo, resistindo com sucesso. A partir de 1480, serviu como residência para o primeiro conde de Altamira, Lope Sánchez de Ulloa e Moscoso. Nesse período, pela sua posse, foi travada a batalha de Altamira.
Uma campanha de modernização e apliação teve lugar por iniciativa do segundo conde de Altamira, Rodrigo Osorio de Moscoso, quando chegou a contar com seis torres, além de um paço. Posteriormente, em 1594, por iniciativa do quinto conde de Altamira, Lope de Moscoso Osório, foi erguida a capela, sob a invocação dos Reis Magos.

### Do século XVII ao XIX
Uma nova campanha de reparações teve lugar, conforme contrato de obra assinado, em 29 de Março de 1629, com o mestre canteiro Bieito Vidal.
A partir do século XVII os condes deixaram de habitar o castelo e passaram a ocupar o Paço de Trasouteiro, a pouco mais de um quilômetro de distância, deslocando-se posteriormente para a Corte.
Há indícios de que, no século XVIII, um violento incêndio lavrou no castelo, que afetou, sobretudo, o paço, favorecendo o seu abandono. A partir de então acelerou-se o seu processo de ruína, até que, em fins do século XIX, a sua pedra passou a ser reaproveitada pelos habitantes da região, em suas construções.
Em 1872, um dos herdeiros da casa de Altamira vendeu as torres, já em ruínas. Um dos compradores, um lavrador que enriquecera na América, ergueu uma casa com as pedras do castelo. Outro, aproveitou a Capela dos Reis Magos para construir um galpão. Também se aproveitaram os perpianhos na construção da Capela de Santa Mínia, quando passou às mãos do arcebispado, e para as obras da igreja paroquial de Brion, chegando a desfazer-se na ocasião, também a torre de menagem.

### Do século XX aos nossos dias
Em 1917 ainda continuava a tirar-se pedra da fortificação, até que, em 1973, as ruínas foram adquiridas pela Deputação Provincial da Corunha, que lhe empreendeu obras de limpeza e consolidação daquela que foi, segundo a opinião de Ángel del Castillo, uma das melhores fortificações da Galiza dos últimos anos do século XV.
Classificado como Bem de Interesse Cultural, o conjunto foi parcialmente restaurado em 1973. Actualmente podem ser apreciados os restos das muralhas e o arranque de uma torre em alvenaria de pedra. Também podem ser apreciadas algumas janelas com arcos apontados e conupiais, pertencentes à reedificação de 1471.

## Características
O conjunto, de planta poligonal, apresentava seis torres de planta retangular, com uma muralha rodeando um suntuoso palácio, e a capela dos Reis Magos, onde os seus senhores eram sepultados em ricos panteões.